# Operazione Kathleen

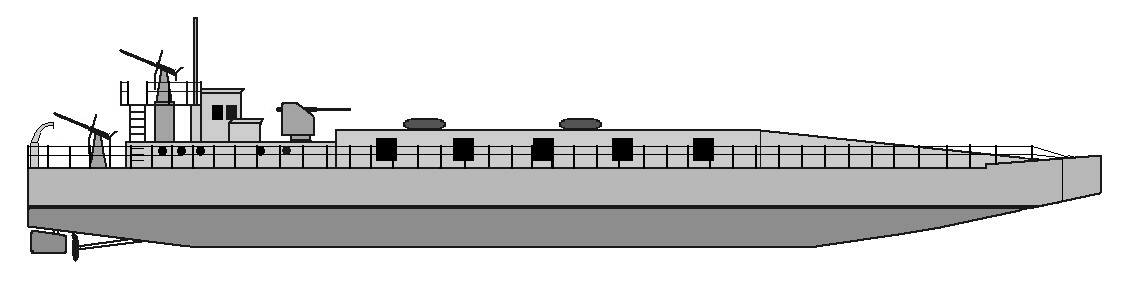
nave da sbarco trasporta truppe o "Marinefaehrprahm"che i tedeschi dovevano utilizzare nell'Operazione "Kathleen"

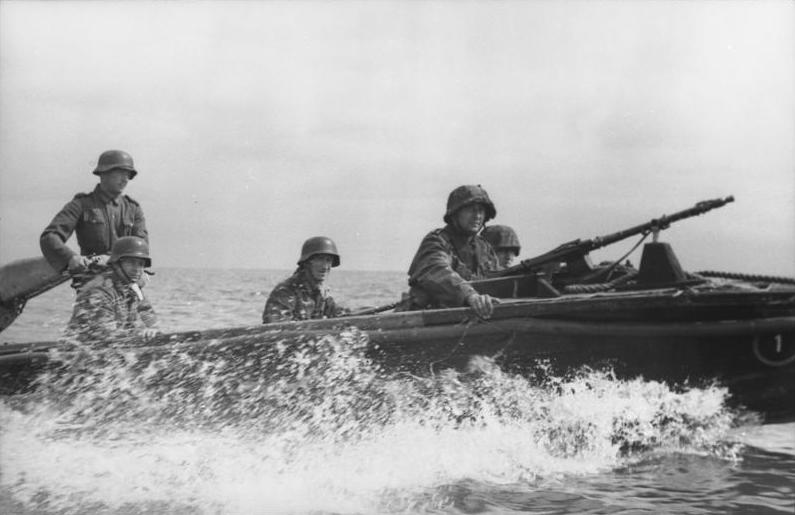
Truppe tedesche a bordo di una imbarcazione d'assalto (Sturmboot)

Il Piano Artur od Operazione Kathleen fu un piano militare per l'invasione dell'Irlanda del Nord stabilito da Stephen Hayes, il delegato facente funzione Capo di Stato Maggiore dell'IRA o Irish Republican Army nel 1940.
Il "Piano Kathleen" fu il nome in codice dato dall'agente dell'Abwehr Hermann Görtz. Da considerare che altri documenti tedeschi riferiscono che tale operazione fu denominata "Piano Artus". Il "Piano Artur" o "Kathleen" è frequentemente confuso con l'operazione Grün, il piano militare tedesco per invadere l'Irlanda risalente al 1940.

## Contesto immediato
I membri dell'IRA speravano che il piano d'invasione avrebbe portato alla fine della divisione politica tra Stato libero d'Irlanda o Éire e l'Ulster sotto l'amministrazione britannica e quindi alla riunificazione dell'isola d'Irlanda. Il piano fu scritto da un volontario dell'IRA chiamato Liam Gaynor agli inizi del 1940, qualche tempo prima dell'invio di tale piano alla Germania nazista via corriere.
Hayes aveva una ragione per inviare copia del piano alla Germania, in quanto ricercava l'assistenza tedesca per le future operazioni dell'IRA in Irlanda, cercando anche di stabilire una collaborazione tra l'IRA e l'Abwehr, il servizio segreto tedesco, per cercare di assicurarsi il rifornimento di armi e l'invio di finanziamenti in moneta. Il corriere scelto per trasportare tale piano in Germania fu un uomo d'affari di Dublino che aveva il padre tedesco e la madre irlandese e che rispondeva al nome di Stephen Carroll Held. Held simpatizzava per l'IRA.  Held partiva per la Germania e vi arrivava il 20 aprile 1940. I suoi primi contatti con l'Abwehr in Irlanda li tenne con Oscar Pfaus. A Berlino Held si incontrò con il direttore di sezione dell'Abwehr Kurt Haller.  
Dopo aver completato la sua missione in Germania ovvero dopo aver consegnato il piano ed un invito di Hayes per un ufficiale tedesco da essere inviato in Irlanda, Held ritornava in Irlanda due giorni dopo. L'Abwehr II sul suo diario così riferiva testualmente in data 20 aprile 1940:
"Un emissario personale del capo degli agenti irlandesi, Jim "Seamus" O'Donovan, era arrivato in Germania."
E in data 24 aprile 1940 così riportava tale diario dell'Abwehr:
"Il rappresentante inviato dall'Irlanda in Germania ripartiva dopo essersi accordato per il piano il 23 aprile per il Belgio per via segreta."

## Dettagli del "Piano Kathleen" o "Artus"
Il "Piano Kathleen" consisteva in una mappa, in cui era suggerito la zona dello sbarco tedesco, nelle vicinanze di Derry, e dove doveva essere effettuato un assalto anfibio. Lo scopo del piano era la conquista del Nord Irlanda in concomitanza con una insurrezione dell'IRA con l'aiuto di forze tedesche. Mentre l'IRA si doveva concentrare nella contea di Leitrim ai confini tra le due Irlande per muovere verso Lough Erne e Upper Lough Erne, le truppe tedesche arrivavano sull'Irlanda del Nord. Gli irlandesi così descrivevano il piano:
"Il piano prevedeva uno sbarco come testa di ponte a Derry e la successiva conquista dell'Ulster con l'assistenza dell'IRA. L'IRA pianificava un'offensiva terrestre iniziando dalla contea di Leitrim con un'avanzata verso Lower e Upper Lough Erne con lo scopo di distruggere tutte le forze britanniche presenti in Nord Irlanda. Il piano prevedeva un impiego di circa 50.000 soldati tedeschi".
Mentre l'Abwehr e il Ministero degli Esteri tedesco prevedeva una maggior preparazione e cura nell'attacco tedesco in Ulster. Da riferire che Kurt Student aveva presentato un piano simile a Hitler nel gennaio 1941 che includevano l'uso di paracadutisti tedeschi sul monte Divis e a  Lisburn in combinazione con un assalto anfibio su Lough Swilly a Magilligan Point. Görtz fu trovato con i dettagli del "Piano Kathleen" quando fu catturato dalla "Garda Siochana Special Branch" irlandese.

## Conseguenze del "Piano Kathleen"
Il "Piano Kathleen" fu inviato in Germania nell'aprile 1940, e arrivava due settimane prima che Görtz fosse stato paracadutato in Irlanda il 5 maggio come parte dell'"Operazione Mainau". Prima della sua partenza, Görtz veniva istruito nel prendere contatti con l'IRA per avere un'idea circa la forza dell'IRA, e sulla fattibilità di tale piano. Quindi discuteva del piano con Hayes. Le discussioni tra Görtz e Hayes furono del tutto improduttive. Hayes e Görtz avevano iniziato i negoziati il 17 maggio, a casa di Stephen Held. Prima di questo incontro Görtz aveva probabilmente avuto un altro incontro con Seamus O'Donovan che lo aveva informato sullo status e sulla situazione interna all'IRA. In quell'incontro, Hayes riferiva la forza dell'IRA e Görtz così riportava: "5000 erano membri, di cui 1500 erano stazionati in Nord Irlanda; poi c'erano altri 10.000 irlandesi nel nord e 15.000 irlandesi del sud, nel caso di una rivolta armata nel Nord Irlanda."
In quell'incontro Görtz affermava che le direttive di Hayes erano di cessare tutte le operazioni nell'Éire e di concentrarle nel Nord Irlanda. Görtz riferiva poi che Hayes gli aveva detto che aveva avuto un contatto con un rappresentante del governo dell'Éire tramite un prete, tale Padre O'Hara, e che si aveva l'intenzione di incorporare la struttura para-militare dell'IRA con l'"Irish Defence Forces". Inoltre Hayes riferì che non aveva armi per azioni previste su larga scala dal "Piano Kathleen".
L'IRA, per la sua campagna nel nord Irlanda da effettuarsi tra il settembre e il dicembre 1942, richiedeva un totale di 12 tonnellate di armi ed esplosivi. Görtz in seguito riferirà che aveva sempre discusso di quell'argomento, e che lavorò nei dettagli per il trasporto e lo sbarco delle armi in Irlanda.

## Cattura del piano
Il 22 maggio 1940 l'abitazione di Held fu visitata e gli agenti irlandesi del Garda trovarono il paracadute di Görtz e le carte relative al "piano Kathleen". Görtz però riusciva a non farsi arrestare, rimanendo fuggitivo per altri 18 mesi. Gli agenti del Garda irlandesi trovarono, durante tale perquisizione, una macchina da scrivere e un dossier contenente dettagli militari su porti, aeroporti, ponti, strade e punti del presunto sbarco tedesco, oltre alla distribuzione delle forze armate irlandesi del "Irish Defence Forces".
Held riferì che Görtz era stato introdotto a Dublino assumendo il nome in codice di "Heinrich Brandy". Inoltre fu arrestata la moglie di Francio Stuart, Iseult Stuart, per essere sospettata di aver collaborato con Görtz, alias "Heinrich Brandy". Il "Piano Kathleen" o "Artur" così di fatto saltava.

## Il piano di Kurt Student del 1941
Durante l'udienza con Hitler, il generale Kurt Student, comandante dell'11º Corpo aerotrasportato, discuteva del "Piano Kathleen" per la presa dell'Irlanda del Nord, e lasciare l'Éire uno stato neutrale. La discussione si tenne al Berghof – Obersalzberg. Student inoltre suggeriva l'opzione di un attacco diversivo nel nord Irlanda che doveva coincidere con lo sbarco tedesco lungo le coste meridionali dell'Inghilterra, con lo scopo di aumentare la confusione tra le file dell'Alto comando militare inglese.
"...a seguito di una lunga discussione sulla questione relativa alla posizione dello stato libero d'Irlanda", così Hitler affermava: "la neutralità dell'Irlanda deve essere rispettata. Un neutrale stato libero d'Irlanda ha un grande valore, per questo Noi vogliamo che l'Éire rimanga neutrale."

Student suggeriva che la miglior data per l'operazione doveva essere in aprile, data del 25º anniversario dell'indipendenza d'Irlanda avvenuta nella Pasqua del 1916. Il suo piano prevedeva l'impiego di 20.000 paracadutisti e 12.000 truppe aerotrasportate da lanciare durante le ore notturne in varie aeree dell'Irlanda del Nord. La prima ondata, che comprendeva la più importante forza, doveva atterrare nel triangolo compreso tra il nord di Lough Neagh e il monte Divis intorno a Belfast, catturando i campi della RAF di Aldergrove, Langford Lodge e Nutts Corner.
A quel tempo, poi una seconda ondata di paracadutisti dovevano atterrare vicino Lisburn per distruggere gli aerei nell'aeroporto di Long Kesh e tagliare la strada e la linea ferroviaria tra Belfast e il sud. Student prevedeva anche il lancio sulle montagne di Mourne e le  Sperrins per aumentare la confusione. Squadroni da caccia della Luftwaffe sarebbero dovuti atterrare e catturare tali aeroporti.
Hitler non prese una decisione immediata sulla questione e Student ebbe un colloquio con il Reichsmarshall Hermann Göring, il quale gli riferì che il Führer non voleva un'invasione della Gran Bretagna. Così nel maggio 1941 tali reparti di paracadutisti e di truppe aerotrasportate verranno impiegate nella "Operazione Mercurio" per la presa dell'isola di Creta.